# Dolny zwieracz przełyku
Dolny zwieracz przełyku (ang. lower esophageal sphincter, LES) – mięsień o charakterze czynnościowym (nie jest to osobna struktura anatomiczna), będący fragmentem (ok. 4–6 cm) warstwy mięśniowej okrężnej przełyku. Jest usytuowany około 2–3  cm powyżej wpustu. Jego działanie zapobiega cofaniu się treści żołądkowej do przełyku. Nieprawidłowości w funkcjonowaniu mogą skutkować refluksem, manifestującym się dolegliwościami o typie zgagi.

## Fizjologia skurczu
W normalnych warunkach zwieracz pozostaje w stanie ciągłego napięcia (10–15 mm Hg), które jest warunkowane działalnością nerwu błędnego. Ulega rozluźnieniu tylko w trakcie przechodzenia pokarmów. Niektóre hormony pokarmowe takie jak gastryna czy motylina zmieniają siłę skurczu mięśnia. Na zwieracz wpływ mają także żeńskie hormony płciowe. Powodują one rozkurcz zwieracza, dlatego u kobiet podczas ciąży częściej występuje refluks (u około 50%). Jest to spowodowane zmianą ciśnienia w jamie brzusznej spowodowanej przez  rozrastający się płód. 

## Patologia
Zbyt słaby skurcz zwieracza leży u podstaw zarzucania kwaśnej treści pokarmowej do przełyku (czyli refluksu żołądkowo-przełykowego).